# Nanga Wera
Nanga Wera is een bestuurslaag in het regentschap Bima van de provincie West-Nusa Tenggara, Indonesië. Nanga Wera telt 1885 inwoners (volkstelling 2010).